# Protesterna i Washington, D.C. mot IMF och Världsbanken år 2000

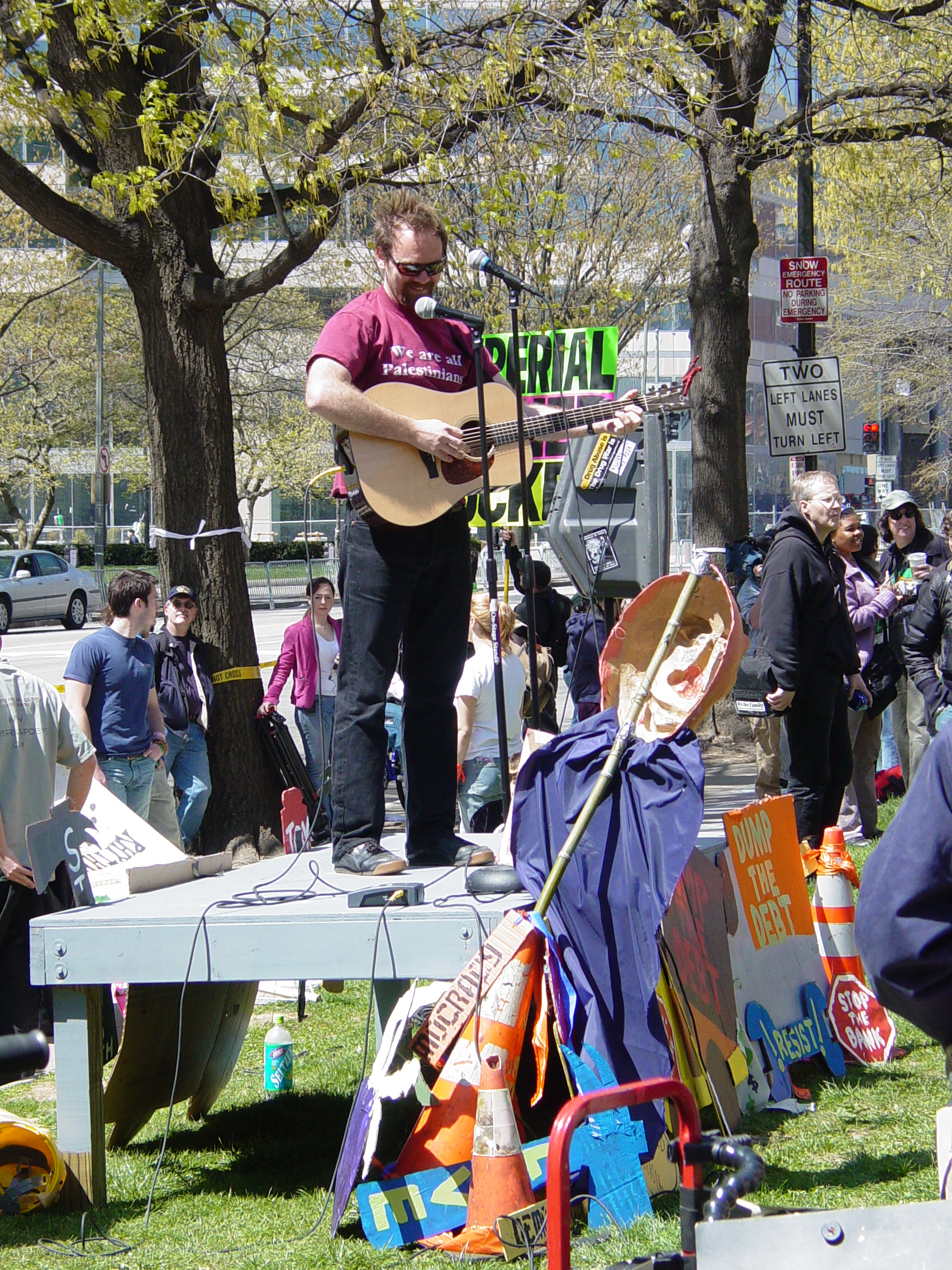
David Rovics sjunger sin "Operation Iraqi Liberation"-sång

I april år 2000 hölls en serie protester i Washington, D.C. mot IMF och Världsbanken. Proteströrelsen gick under namnet Washington A16, 2000. 10-15000 protesterade utanför IMF:s och Världsbankens möten i staden.. Under vissa av demonstrationerna förekom vandalism, och massarresteringar utfördes, huvudskaligen på 20th Street mellan gatorna I och K. Demonstrationerna har också fått ett juridiskt efterspel. 

## Ögonvittnen
- "Pauline Morrissette's A-16 Washington LETS Trip Report", Washington,D.C. April 16th,2000
- "A Movement Begins: The Washington Protests Against IMF/World Bank", Jesse Lemisch
- " A report on the anti-IMF/World Bank protest in Washington, D.C.", Montreal Mirror, JAGGI SINGH photos by JASON FELKER, April 20, 2000
- "IMF & World Bank meets in Washington DC", ARCHIVE of Global Protests, April 16-17 2000
- "BLAST FROM YER PAST: A16 "Coming Out Party", Apr 08 2000", YouTube
- "Sunday April 16, 2000 The A16 Anti IMF/World Bank action in Washington DC"
- "ps/o4.d.@a16," Ultra Red
- "Save The Redwoods/Boycott The Gap at IMF-World Bank Protests in D.C."
- "Photos from D.C. - A16", Mobilization for Global Justice
- "A16", FACES of  RESISTANCE, Michael J. Bayly
- "On The Road With John Tarleton"
- "April 16th, 2000 Anti-World Bank Imf Protest", Urban75
- "A16 - Interview with Black Bloc member Flint Jones" Radio 4 All

## Mediabevakning
- "IMF & World Bank Protests, Washington D.C.", Anup Shah
- "The Battle of Washington", Slate, Chris Suellentrop, April 11, 2000
- "The Story Behind the Washington Protests", Time, Tony Karon, Apr. 14, 2000
- The GW Hatchet, April 17, 2000
- "Labor meets the granola crunchers", Salon,  Daryl Lindsey April 18, 2000
- "The Meaning of April 16", Robert Weissman, Wed, 19 Apr 2000
- "The IMF: Dr. Death?", Time, ERIC POOLEY, April 24, 2000
- "What Developing Countries Want", BusinessWeek May 1, 2000

### Fotnoter
1. ↑  ”A16, Washington DC”. Socialism Today (47). 1 maj 2000. http://www.socialismtoday.org/47/a16.html.
2. ↑  Deirdre Griswold (16 april 2000). ”In the streets around the IMF”. Workers World. Arkiverad från originalet den juli 27, 2014. https://web.archive.org/web/20140727030210/http://www.workers.org/ww/2000/diary0427.php. Läst 5 april 2011.
3. ↑  "IMF World Bank Protests" Global Issues
4. ↑  ”"Newshour", PBS”. Arkiverad från originalet den 21 januari 2011. https://web.archive.org/web/20110121231322/http://www.pbs.org/newshour/bb/international/jan-june00/protesters_4-14.html. Läst 5 april 2011.
5. ↑  Sarah Sloan (4 maj 2000). ”Broad condemnation of police repression”. Workers World. Arkiverad från originalet den augusti 19, 2018. https://web.archive.org/web/20180819082800/https://www.workers.org/ww/2000/dc0504.php. Läst 5 april 2011.
6. ↑  Steven Postal (17 april 2000). ”Protestors descend upon GW campus”. The GW Hatchet. http://media.www.gwhatchet.com/media/storage/paper332/news/2000/04/17/News/Protestors.Descend.Upon.Gw.Campus-17981.shtml.[död länk]